# Hét gyülekezet (Biblia)

A hét gyülekezet Kis-Ázsiában

A hét gyülekezetnek írt levél a Jelenések könyvének 2-3. fejezetében található.
A Jelenések könyvét és az abban található hét gyülekezetnek szóló üzenetet az 1. század végén írta János, (feltehetőleg János evangélista).
A szerző a könyv elején úgy van bemutatva, mint egy tanú, akinek az a megbízatása volt, hogy írja meg látomásait, továbbá az Úr üzenetét Kis-Ázsia hét gyülekezetének.
A bibliai szöveg kommentárja a történelmi értelmezési irányzat alapján készült.

## A hét gyülekezet
A hét gyülekezet, amelyeknek az üzenetek íródtak: az efézusi, a szmirnai, a pergamoni, a thiatirai, a szárdiszi, a filadelfiai és a laodíceai.  A gyülekezetek alatt értjük a hívőknek egy csoportját vagy közösségét.
Egyes teológusok véleménye szerint a hét gyülekezetnek írt levél csak az akkori keresztény gyülekezeteknek szóltak, mások szerint – mivel a Jelenések könyve prófétikus könyv és továbbá nem csak ezek a gyülekezetek léteztek az író korában – a hét gyülekezet egy-egy egyháztörténelmi korszakot is jelöl. Ez alapján az első, az Efézusnak írt levél az apostoli kor, az 1. század kereszténységét, míg az utolsó, a laoiceaiaknak írt levél az utolsó idők – a mai korszak -kereszténységét jellemzi.

### Efézus
```
Ezt mondja az, aki jobb kezében tartja a hét csillagot, aki a hét arany gyertyatartó között jár: Tudok cselekedeteidről, fáradozásodról és állhatatosságodról és arról, hogy nem viselheted el a gonoszokat, és próbára tetted azokat, akik apostoloknak mondják magukat, pedig nem azok, és hazugnak találtad őket. Tudom, hogy állhatatos vagy, terhet viseltél az én nevemért, és nem fáradtál meg, de az a panaszom ellened, hogy nincs meg már benned az első szeretet. Emlékezzél tehát vissza, honnan estél ki, térj meg, és tedd az előbbi cselekedeteidet, különben elmegyek hozzád, és kimozdítom gyertyatartódat a helyéből, ha meg nem térsz. Az viszont melletted szól, hogy gyűlölöd a nikolaiták cselekedeteit, amelyeket én is gyűlölök.
 (Jel. 2: 1-6)
```

Az ókori Epheszoszból (Efézus) impozáns romok maradtak meg. János apostol élete végén az itt található gyülekezetben szolgált. (Pál apostol is két évet töltött itt 3. missziós útján.) Ez a város volt Diana istennő tiszteletének központja. Efézus, mint város egész Kis–Ázsia részére a bálványimádás központja volt.
Efézus magyarul kívánatost jelent. A jelenések könyve kívánatosnak és tetszetősnek ábrázolja az apostoloknak és őskeresztényeknek e gyülekezetét. A hívők lemondtak világi életükről, önző anyagi vágyaikról és "mindenük közös volt". Nagy erővel tettek bizonyságot Jézus feltámadásáról és nagy isteni kegyelem volt mindannyiukon. A hívők sokaságának pedig szíve-lelke egy volt. A gyülekezetben nem volt helye képmutatóknak, hamis apostoloknak, sem pedig kapzsi vagy bálványimádó embereknek. A Szent Lélek által ők fel lettek fedve, mint hazugok. Megvizsgálták azokat akiket a gyülekezetbe felvettek és a Szent Lélek megpecsételte határozataikat. A hívők megértették osztályrészüket e földön – úgy hogy minden nap hordozzák Krisztus keresztjét.
```
de az a panaszom ellened, hogy nincs meg már benned az első szeretet.
```

Amikor az első úttörők az igazság harcterén elestek, mások foglalták el a helyüket. Ameddig az első apostolok éltek, a gyülekezet tisztán meg volt őrizve, ami az alapelveket illeti. A későbbi hívek kezdték elfelejteni Isten- és a testvéri szeretetről adott parancsot, amit Krisztus adott nekik.
```
melletted szól, hogy gyűlölöd a nikolaiták cselekedeteit, amelyeket én is gyűlölök.
```

Ezek a Nikolaiták hívőknek tartották magukat, mindazonáltal Isten igéje által tiltott dolgokat cselekedtek, amiket az Úr gyűlölt. Említésre méltó, hogy az Efézusiak nem a nikolaitákat gyűlölték, hanem az ő cselekedeteiket, amelyek nem Isten akarata szerint valók voltak.
```
A győztesnek enni adok az élet fájáról, amely az Isten paradicsomának közepette van.
 (Jel 2:7) 
```

A "paradicsom" az összes üdvözült hazája lesz, akik győznek a bűn felett, az e világi kísértések felett. A paradicsom kezdetben, Isten teremtése után a Földön volt, de a bűneset után felvitetett a mennybe.

### Szmirna
```
Ezt mondja az első és az utolsó, aki halott volt, és életre kelt: Tudok nyomorúságodról és szegénységedről, pedig gazdag vagy, és azok káromlásáról, akik zsidóknak mondják magukat, pedig nem azok, hanem a Sátán zsinagógája Ne félj attól, amit el fogsz szenvedni. Íme, az ördög börtönbe fog vetni közületek némelyeket, hogy próbát álljatok ki, és nyomorúságotok lesz tíz napig. Légy hű mindhalálig, és neked adom az élet koronáját
. (Jel. 2: 8-10)
```

Szmirna a mai Izmir területén feküdt.
```
Tudok nyomorúságodról és szegénységedről
```

A hívők kergetve, gyalázva, gúnyolva voltak és sokszor életükkel fizettek a hitükért. Innen van a nyomorúság. A szegénység, az anyagi szegénység. Azok, akik hűségesek maradtak a tiszta tanításokhoz, nem tekintélyesek és gazdagok voltak, hanem szegények anyagiakban, de gazdagok a hitben.
```
azok káromlásáról, akik zsidóknak mondják magukat
```

A szöveg nem feltétlen vonatkozik a test szerinti zsidókra, hanem az állítólagos keresztényekre, akik örökölni akarták az igazi zsidóknak tett szentírási ígéreteket, de akik megvetették Isten parancsolatainak teljes megtartását, amely az örök élet elnyerésének feltétele.
```
ne félj attól, amit el fogsz szenvedni
```

A keresztényeknek nem kell félniük az üldözésektől és szenvedésektől, amelyek Isten igéje miatt jönnek rájuk, mert üldözőik csak a testet ölhetik meg, a lelküket nem vehetik el.
A történelmi értelmezési irányzat alapján az e gyülekezetnek írt levél a kereszténység második korszakára is vonatkozik, amely Kr. u. 100-tól 323-ig, Constantinus császár idejéig tartott (lásd: ókeresztény egyház). A szövegben említett 10 napi nyomorúság 10 évvel egyenlő (a Dániel próféciái alapján) és ez 303-tól 313-ig tartott, Diocletianus császár uralma alatt kezdődött és a legborzalmasabb vallási üldözések egyike volt.

### Pergamon
```
Ezt mondja az, akinél a kétélű éles kard van: Tudom, hol van a lakóhelyed: ahol a Sátán trónja van, de ragaszkodsz a nevemhez, és nem tagadtad meg az én hitemet Antipász napjaiban sem, aki hű tanúm, akit megöltek nálatok, ahol a Sátán lakik. De egy kevés panaszom van ellened; mert vannak nálad olyanok, akik Bálám tanításához ragaszkodnak, aki arra tanította Bálákot, hogy tőrbe csalja Izráel fiait, hogy bálványáldozati húst egyenek és paráználkodjanak. Így nálad is vannak olyanok, akik szintén a nikolaiták tanításához ragaszkodnak. Térj meg tehát, különben elmegyek hozzád hamar, és harcolok ellenük számnak a kardjával. Akinek van füle, hallja meg, amit a Lélek mond a gyülekezeteknek! Aki győz, annak adok az elrejtett mannából, adok neki fehér kövecskét is, és a kövecskére írva új nevet, amelyet senki sem tud, csak az, aki kapja.
 (Jel. 2: 12-17)
```

Pergamon romjai a mai Bergama városa fölött fekszenek.
A kétélű kard, amit látunk a szövegben, Isten igéjét ábrázolja. Ugyanezt a magyarázatot adja neki Pál apostol a Zsid. 4:12-ben.
Antipász, a hű tanúbizonyság nem csak egy személyt ábrázol csupán, hanem a hívőknek azon osztályát, akik hitükért akár az életüket is odaadták.
Mózes 4. könyve 22: 23-25-ben találjuk Bálámot, a hamis prófétát, aki igyekezett megátkozni Isten (Izrael) népét; majd miután látta, hogy ez nem sikerül, tanácsolta a királynak (Bálák), hogy csábítsa az izraelitákat bálványimádásra a moábita szép asszonyok által és arra vegye rá őket, hogy részt vegyenek a azon paráznaságokban és tivornyákban, amelyek összeköttetésben voltak a bálványimádó ünnepekkel.
Az elrejtett manna – ami a győztesnek kínálva van – természetesen a mennyei boldogságra vonatkozik. A fehér kövecskén levő új név pedig a győző neve. Ilyen név volt például Jákobnak az Izráel, Péternek a kő(szikla).
A történelmi értelmezési irányzat alapján e gyülekezet jelképezi az államegyház korszakát, Constantinus császár kijelentésétől, mint keresztény, a pápai fennhatóság elismeréséig, azaz 323-tól 538-ig. Olyan időszak volt ez, amikor az igazi hívőknek küzdeniük kellett a világi politika szellemével és a névleges kereszténységgel, azokkal, akik Krisztus követőinek állították magukat, de akik arra törekedtek, hogy Jézus gyülekezetét a világi politikával egyesítsék rang és kegy megszerzéséért. Constantinus a keresztény egyház védőjeként jelentette ki magát. A gyűlölt szekta – mely alapítójának, Krisztusnak nem volt hova lehajtania fejét – most állami egyházzá vált. Vezetői örökségként elfogadták a pogányság előnyeit és az egyház gazdag és hatalmas lett. A bálványimádó templomok köveiből építettek most templomokat Krisztus és a mártírok tiszteletére, így fogadván kebelébe tömegesen a birodalom lakosságát, mellyel az egyház a pogányság és a világi szokások nagy részét is elfogadta.

### Thiatira
```
Ezt mondja az Isten Fia, akinek olyan a szeme, mint a tűz lángja, és a lába hasonló az aranyérchez: Tudok cselekedeteidről, szeretetedről és hitedről, szolgálatodról és állhatatosságodról és arról, hogy az utóbbi cselekedeteid többet érnek az elsőknél. De az a panaszom ellened, hogy eltűröd Jezábelt, azt az asszonyt, aki prófétának mondja magát és tanít, és eltántorítja szolgáimat, hogy paráználkodjanak, és bálványáldozati húst egyenek. Pedig adtam neki időt, hogy megtérjen, de nem akar megtérni paráznaságából. Íme, betegágyba vetem őt, és a vele paráználkodókat nagy nyomorúságba, ha meg nem térnek cselekedeteikből; gyermekeit pedig megölöm döghalállal, és megtudja valamennyi gyülekezet, hogy én vagyok a vesék és a szívek vizsgálója, és megfizetek mindnyájatoknak cselekedeteitek szerint. Nektek pedig, a többieknek Thiatirában, akik nem fogadjátok el ezt a tanítást, akik nem ismertétek meg a Sátán mélységeit – amint azt nevezik -, ezt mondom: nem vetek rátok más terhet, de amitek van, azt tartsátok meg, amíg eljövök. Aki győz, és megtartja mindvégig az én cselekedeteimet, annak hatalmat adok a népek felett, hogy legeltesse őket vasvesszővel, törje őket össze, mint a cserépedényeket; ahogyan én is hatalmat kaptam erre az én Atyámtól, és annak adom a hajnalcsillagot.
 (Jel. 2: 18-28)
```

Thiatira kereskedelmi központ volt. Az ókori városból igen kevés rom maradt fenn.
Jezábelt az ószövetségi királyok első könyvében találjuk, aki Akháb király felesége volt, aki megölette Isten prófétáit és félrevezette úgy a királyt, mint Izrael népét.
A történelmi értelmezési irányzat alapján e gyülekezet jelképezi szinte a teljes középkort: az egyházi állam korszakát, a pápai hatalmi fennsőség elismerésétől, 538-tól, a reformáció kezdetéig, 1517-ig. Az asszony, Jézabel – akinek az idő adatott, hogy megtérjen – a pápai egyház. A betegség, amelyről szó van – és amely miatt sokáig kellett feküdnie betegen – a francia forradalom okozta neki, amikor Napóleon tábornoka, Berthier fogságba ejtette VI. Piusz pápát – ahol az meg is halt a fogságban.

### Szárdisz
```
Ezt mondja az, akinél az Isten hét lelke és a hét csillag van: Tudok cselekedeteidről, hogy az a neved, hogy élsz, pedig halott vagy. Ébredj fel, és erősítsd meg a többieket, akik halófélben vannak, mert nem találtam cselekedeteidet teljesnek az én Istenem előtt. Emlékezzél tehát vissza, hogyan kaptad és hallottad: tartsd meg azt, és térj meg! Ha tehát nem ébredsz fel, eljövök, mint a tolvaj, és nem tudod, melyik órában jövök el hozzád. De vannak nálad néhányan Szárdiszban, akik nem szennyezték be a ruhájukat, és fehér ruhában fognak járni velem együtt, mert méltók rá. Aki győz, azt öltöztetik fehér ruhába, annak a nevét nem törlöm ki az élet könyvéből, hanem vallást teszek nevéről az én Atyám előtt és angyalai előtt.
 (Jel. 3: 1-5)
```

Szárdisz Lüdia fővárosa volt Kis-Ázsiában, a mai Izmirtől keletre.
Az Úr gyakran vigyázásra inti a követőit, mert Ő ismeri a veszélyt, amely minden időben fenyegeti a hívőket. Az imában, a vigyázásban és az igében való kutatás hiánya sokakat megbuktatott egy veszélyes közömbösségbe és önmegelégedésbe. Bár a vallás külső formáját megtartják, mégis úgy élnek mint a világ.
```
akik nem szennyezték be a ruhájukat, és fehér ruhában fognak járni velem együtt, mert méltók rá.
```

A fehér ruha az ünnepélyes találkozókhoz kapcsolódik. A keresztségi ruha is fehér és a múlt bűneinek lemosását jelképezi. Akik nem szennyezték be a ruhájukat, azok akik egy bűntelen, szent életre törekedtek már itt a földön; ők méltók rá hogy Istenhez kerüljenek a mennybe. Ahogy a Jelenések 21. része fogalmaz: nem megy abba be (a mennybe) semmi tisztátalan, hanem csak akik beírattak az élet könyvébe.
A történelmi értelmezési irányzat nézőpontja szerint e gyülekezet a reformáció korának felel meg, 1798-ig.

### Filadelfia
```
Ezt mondja a Szent, az Igaz, akinél Dávid kulcsa van, és amit kinyit, senki nem zárja be, és amit bezár, senki nem nyitja ki. 	Tudok cselekedeteidről. Íme, nyitott ajtót adtam eléd, amelyet senki sem zárhat be, mert bár kevés erőd van, mégis megtartottad az én igémet, és nem tagadtad meg az én nevemet. Íme, neked adok némelyeket a Sátán zsinagógájából, azok közül, akik zsidóknak mondják magukat, pedig nem azok, hanem hazudnak: íme, elhozom őket, hogy leboruljanak a te lábad előtt, és megtudják, hogy én szeretlek téged.	Mivel megtartottad állhatatosságra intő beszédemet, én is megtartalak téged a kísértés órájában, amely el fog jönni az egész világra, hogy megkísértse azokat, akik a földön laknak. Eljövök hamar: tartsd meg, amid van, hogy senki el ne vegye koronádat. Aki győz, azt oszloppá teszem az én Istenem templomában, és ott marad örökké, felírom rá az én Istenem nevét és az én Istenem városának, az új Jeruzsálemnek a nevét, amely a mennyből száll alá az én Istenemtől, és az én új nevemet.
 (Jel. 3:7-12)
```

Filadelfia a mai Alaşehir – az egykori Szárdisz közelében. Szmirna mellett ez a másik gyülekezet, amelynek az Úr semmi dorgálást nem küld.
A történelmi értelmezési irányzat nézőpontja szerint e gyülekezet jelképezi a szabad egyházak korszakát és az újkori protestáns ébredési hullámokat, a 19. századot.

### Laodicea
```
Tudok cselekedeteidről, hogy nem vagy sem hideg, sem forró. Bárcsak hideg volnál, vagy forró! Így mivel langyos vagy, és sem forró, sem pedig hideg: kiköplek a számból. Mivel ezt mondod: Gazdag vagyok, meggazdagodtam, és nincs szükségem semmire; de nem tudod, hogy te vagy a nyomorult, a szánalmas és a szegény, a vak és a mezítelen: Azt tanácsolom neked, végy tőlem tűzben izzított aranyat, hogy meggazdagodj, és fehér ruhát, hogy felöltözz, és ne lássék szégyenletes mezítelenséged; és végy gyógyító írt, hogy bekend a szemed, és láss. Akit én szeretek, megfeddem és megfenyítem: igyekezz tehát, és térj meg! Íme, az ajtó előtt állok, és zörgetek: ha valaki meghallja a hangomat, és kinyitja az ajtót, bemegyek ahhoz, és vele vacsorálok, ő pedig énvelem.	Aki győz, annak megadom, hogy velem együtt üljön az én trónomon; mint ahogy én is győztem, és Atyámmal együtt ülök az ő trónján.
 (Jel. 3: 15-21)
```

Laodicea egészen közel feküdt Kolosszé városához, a mai Denizli mellett.
A közelben lévő hőforrásokból csatornákon vezették a vizet a városba, amely mire odaért már csak langyos volt. Ezt használta jelképként a Jelenések könyve. Sem hideg, sem meleg, nem jó semmire.
Az üzenetben keményen megdorgálta az Úr az itteni gyülekezetet hitbeli langyosságuk miatt. Lelkiállapotuk miatt már Pál apostol is aggódott.
A hívők szunnyadnak bűneikben. Jézus olyan aranyat kínál, amely tűzben megpróbált. A hit és a szeretet aranyát, amelyhez nem elegyedik szennyező salak. A szemgyógyító ír, az igazi lelki látás, amire nagy szükség van, hiszen lelki dolgokat lelkileg lehet megítélni. Az Úr kopogtat a szívek ajtaján, belépni kíván, hogy lelki gazdagságába részesíthesse az egyéneket. Szeretné megkenni a vak szemeket, hogy azok felismerjék Isten szent jellemét és azt hogy Isten országába csak megszentelődve juthatnak be.
```
Ezt mondod: Gazdag vagyok, és meggazdagodtam és semmire nincs szükségem; és nem tudod, hogy te vagy a nyomorult és a nyavalyás és szegény és vak és mezítelen
 (Jel 3,17)
```

A hívők dicsekvésének alapja saját teljesítményük. A szép épületek, nagyszerű berendezések, tüneményes zene és énekkarok, nagy bevételek, befolyásos egyháztagok. Ezek jellemezték a korabeli Laodicea gyülekezetét és jellemzik a ma élő hívőket is.
Szabadnak érzik magukat, a valóságban azonban Sátán nyomorult rabszolgái. Szegények, mert nem a mennyben gyűjtöttek kincseket. Vakok, mert bizonytalanul tapogatóznak a menny felé vezető úton, s ezért, mint mezítelenek, az üdvösség ruháival nem rendelkeznek.
Az ajtónál álló zörgetés a szívnek ajtaja. A lelki értelemben vett vacsorázás említve van János evangéliumában is, a 6. rész 49-63-ban.
A történelmi értelmezési irányzat alapján Laodicea gyülekezete az utolsó idők – a mai korszak – hívőit jellemzi, egészen a vég idejéig.